# Immensity
Immensity ist eine 2009 gegründete Gothic-Metal-Band.

## Geschichte
Immensity wurde zu Beginn des Jahres 2009 von dem Gitarristen und Synthesizerspieler Andreas Kelekis in Athen gegründet. Im Herbst des folgenden Jahres trat Leonidas Hatzimihalis der Band als Sänger bei, Anfang 2011 Yiannis Filippaios als Schlagzeuger. Es folgten Bassist Giorgos Kritharis, Gitarrist Christos Markopoulos und Keyboarderin Maria Zvyagina. Mit The lonely Aquarelle veröffentlichte die Gruppe im Frühjahr 2012 ein, insbesondere von griechischen Webzines wie rockway  und rockoverdose.gr  positiv angenommenes Demo. Laurent Lignon besprach das Demo für Doom-Metal.com und attestierte der Band „ein gewaltiges Potential.“

„The production is decent, the songwriting excellent and, despite being clearly under others' influence, there's enough personality in the music displayed to make Immensity a band worthy of your interest and one of the best Doom/Death demos I've had the pleasure to review this year.“

„Die Produktion ist anständig, das Songwriting exzellent und trotz des eindeutigen Einflusses anderer gibt es genug Persönlichkeit in der Musik, um Immensity zu einer Band zu machen, die es wert ist, dass man sich für sie interessiert, und [The Lonely Aquarelle] zu einem der besten Death-Doom-Demos, die ich dieses Jahr rezensieren durfte.“

Zvyagina verließ Immensity nach der Veröffentlichung des Demos aufgrund persönlicher und musikalischer Differenzen. Ihre Funktion wurde 2013 von Chrisa Kourenta übernommen. Nachdem diese aufgrund beruflicher Verpflichtungen ebenfalls aus der Band schied, übernahm Nora Koutsouri. Noch mit Kourenta trat Immensity erstmals live auf. Das Konzert am 27. Oktober 2013 bestritt die Band mit Daylight Misery im Vorprogramm zu Pantheist. Bei ihrem Auftritt stellte die Band neues Material vor, das zwischen Ende des Jahres 2013 und dem Frühsommer 2014 als Debüt aufgenommen wurde. The Isolation Splendour wurde von Kimon Zeliotis und Immensity gemeinsam produziert und enthielt neben fünf neuen Stücken beide Lieder des Demos die dazu neu abgemischt und remastert wurden. Der Bassist Nikolas Loukopoulos unterstützte die Aufnahmen, da Kritharis, aus unbenannten Gründen seinen Teil nicht einspielen konnte. Im Oktober des Jahres 2015 unterzeichneten Immensity einen Vertrag mit Hypnotic Dirge Records und Solitude Productions die das Debütalbum am 21. März 2016 kooperativ veröffentlichen. Das Album wurde durchschnittlich bis positiv angenommen. Die Beurteilungen variierten von der Einschätzung durch Joxe Schäfer für Crossfire Metal, das Album sei „sehr gleichförmig“ und könne „sich echt ziehen“, wodurch „die Spielzeit von siebenundsechzig Minuten sehr lang“ erscheine, biz zur Wertung als Album des Monats, „das jeden, der es hört, in ein paralleles und nachdenkliches Universum eintauchen“ lasse durch Bruno Diniz für Metal Temple. So wurde bemängelt, dass den Musikern „Talent zum Songwriting“ fehle und die Musik sei „nicht wirklich schlecht, aber auch nicht wirklich gut“. Doch besäße die Band eine „ausgefeilte Handwerkskunst […], die über Oberflächlichkeit hinausgeht und jeden Mangel an Inspiration vermeidet“. Dadurch erweise sich The Isolation Splendour als „hochinteressante Veröffentlichung mit toller Produktion und vor allem voller Essenz“, die Hoffnung „auf ein noch intensiveres und vor allem kompositorisch einfallsreicheres Werk“ mache. Als „gelungenes Doom-Metal-Werk“ mit einem „klassischen Gothic-Doom-Feeling“ gelänge es der Band, auch ohne neue Ideen in das Genre zu bringen, „überdurchschnittlich eindringlich und gefühlvoll“ zu klingen. Mit The Isolation Splendour habe Immensity „hervorragende Arbeit geleistet, indem sie die Schönheit“ in „vertrauter und dennoch willkommener Trauer“ erforscht und gefunden hat. Das nächste Ziel der Band müsse allerdings darin liegen „diesen Qualitätsstandard beizubehalten, aber ihren Sound noch persönlicher zu gestalten.“
In den Jahren danach blieben weitere Veröffentlichungen aus während die Band um Andreas Kelekis erneut diversen Wechseln unterlegen war.

## Stil
Die von Immensity gespielte Musik wird dem Gothic Metal und Melodic Death Doom zugeordnet. Die Gruppe vermittele die Atmosphäre von My Dying Bride, wobei der Gesang mitunter jenem von Aaron Stainthorpe ähnele, kombiniert mit finnischer Melancholie. Gutturales Growling und heulender Gesang, zurückgenommenes Riffing und ebenso zurückhaltende Leadgitarrenspuren getragen von der Atmosphäre des Keyboardspiels.

## Diskografie
- 2012: The Lonely Aquarelle (Demo, Selbstverlag)
- 2016: The Isolation Splendour (Album, Hypnotic Dirge Records/BadMoodMan Music)